# Rich Man, Poor Girl
Rich Man, Poor Girl ist eine US-amerikanische Filmkomödie aus dem Jahre 1938 von Reinhold Schünzel, dessen erste Hollywood-Inszenierung dies war, mit Robert Young, Ruth Hussey und Lew Ayres in den Hauptrollen. Der Film basiert auf dem Stück White Collars (1923) von Edith Ellis.

## Handlung
Joan Thayer entstammt armen Verhältnissen und arbeitet als Sekretärin für Bill Harrison, den Chef eines Bauunternehmens. Sie ist in ihrem Job fleißig und ehrgeizig und hat von Bill, den sie ebenso liebt wie er sie, einen Heiratsantrag erhalten. Eigentlich müsste sie diesen sofort annehmen, doch sie zögert ein wenig, denn Joan glaubt, Bill könnte diese Entscheidung eines Tages bereuen, da er unter seinen Möglichkeiten geheiratet hat. Also: dort wie der Titel schon sagt, „reicher Mann“, hier „armes Mädel“. Damit Bill ihre weitläufige Familie kennen lernt, lädt Joan ihn eines Abends zu sich zu einem Essen ein. Doch die „liebe“ Verwandtschaft erweist sich als zwar freundlich, aber doch ziemlich exzentrisch, und bald droht der Abend aus dem Ruder zu laufen. Joan ist deswegen derart beschämt, dass sie Bill eine Notiz zusteckt, in der sie vorschlägt, sich erst einmal für eine Weile nicht zu sehen. Bill ist vollkommen anderer Meinung. Er findet auch die Armut der Thayers nicht als hinderlich für beider Beziehung und beschließt kurzerhand, bei den Thayers vorübergehend einzuziehen. Nun ist Joan richtig verärgert, während ihre Mutter sich über das neue „Familienmitglied“ aufrichtig freut. Bill schläft auf der alten Couch der Thayers und wird bald Teil der Familie, sehr zu Joans wachsendem Unmut. Am Sonntagmorgen bringt Bill sie zu seiner Yacht, die auf den Namen „Hilda“ getauft wurde, und sie begegnen Sally, seiner Schwester.
Joan hat mit Henry Thayer einen Cousin, der ziemlich eindeutige Ansichten zu Themen wie gesellschaftliche Ungleichheit und soziale Ungerechtigkeit hat. Er findet, dass die Reichen etwas von ihrem Wohlstand an die Armen abgeben sollten, was ihn in den erzkapitalistischen Vereinigten Staaten sofort in den Verdacht bringt, ein Sozialist oder gar Kommunist zu sein. Da Henry wie viele im Roosevelt-Amerika der ausgehenden 1930er Jahre keine Arbeit finden kann, sorgt Bill heimlich dafür, dass er ein Stellenangebot von einer in Bills Besitz befindlichen Firma bekommt. Diese befindet sich in Brasilien. Als Henry während einer Feier in Bills Eigenheim jedoch herausbekommt, wer der Eigentümer dieser Firma ist, lehnt er das wohlmeinende Jobangebot ab. Alle Thayers mit Ausnahme von Joans jüngerer Schwester Helen verlassen daraufhin die Party. Am nächsten Morgen kann Helen ihrer Familie mitteilen, dass Bill beschlossen habe, seinen Besitz fortzugeben, um damit soziale Zwecke zu fördern. Sally kann diese Entscheidung überhaupt nicht verstehen und verkündet den Thayers, dass sie gegen die Entscheidung ihres Bruders gerichtlich vorzugehen gedenkt.
Am selben Tag werden Joans Vater und ihr Bruder Frank vom Baumarkt, wo beide beschäftigt sind, gefeuert. Für Vater Thayer ist dies besonders tragisch, denn er hat hier ein halbes Jahrhundert, nahezu sein gesamtes Arbeitsleben, geschuftet. Bill scheint Papa Thayers Unglück zu ignorieren und sagt allen, dass er ein Krankenhaus errichten lassen will, dessen Nutznießer vor allem die Niedriglohnempfänger werden sollen. Die Thayers können nicht verstehen, was Bill auf einmal antreibt, doch bald wird klar, dass sich Bill und Sally zusammengetan haben, um den Thayers aufzeigen, dass all ihre Sorge der letzten Zeit eher seinem Geld als seiner Person galten. Bill fährt dann die Familie Thayer zu ihrem neuen Zuhause und bietet Vater Thayer an, sein Partner in einem neuen Baumarkt zu werden. Doch seine Großzügigkeit kennt hier noch kein Ende: Bill kündigt an, dass er und Joan und am morgigen Tag heiraten werden und dass Henry das Angebot in Brasilien annehmen wird. Mutter Thayer wiederum soll nach Bills Wunsch Eigentümerin der „Hilda“ werden.

## Produktionsnotizen
Rich Man, Poor Girl entstand ab dem 24. Juni 1938. Die Dreharbeiten waren nach einem Monat, Ende Juli, abgeschlossen, und der Film wurde bereits am 12. August 1938 uraufgeführt, um der Premiere der kostspieligeren A-Produktion Lebenskünstler zuvorzukommen (siehe unter „Wissenswertes“). Eine deutsche Premiere von Schünzels Inszenierung hat es nie gegeben.
Die 18-jährige Lana Turner spielte hier eine ihrer ersten tragenden Rollen.
Cedric Gibbons entwarf die Filmbauten, unterstützt von Gabriel Scognamillo. Edwin B. Willis zeichnete für die Ausstattung verantwortlich. Douglas Shearer kümmerte sich um den Ton.

## Wissenswertes
Derselbe Stoff nach Ellis’ literarischer Vorlage wurde bereits 1929 von William C. DeMille unter dem Titel The Idle Rich verfilmt.
Dieser Film, ein „Achtungserfolg“ Reinhold Schünzels, beendete seine knapp einjährige Untätigkeit in den Vereinigten Staaten. Zuvor hatte es in Hollywoods Emigrantenkreisen zum Jahresende 1937 einen Boykottaufruf gegen den aus Hitler-Deutschland geflohenen Regisseur gegeben, weil man dem „Halbjuden“ Schünzel vorwarf, seit 1933 zu lange in Deutschland ausgeharrt und damit dem NS-Regime mit hochwertigen Inszenierungen wie Viktor und Viktoria, Die englische Heirat und Amphitryon – Aus den Wolken kommt das Glück zu internationalem Renommee wie auch zu Deviseneinkünften verholfen zu haben.
Unmittelbar vor Rich Man, Poor Girl ging ein anderer Film in Produktion, der einen nicht unähnlichen Stoff bearbeitete: Frank Capras Oscar-prämierte Komödie Lebenskünstler. Diese Inszenierung feierte ihre Premiere wenige Tage nach Rich Man, Poor Girl, war aber ungleich erfolgreicher als Schünzels Produktion.

## Kritiken
Schünzels Film fand nur mäßigen Anklang bei der Filmkritik. Nachfolgend zwei Beispiele:
Der Movie & Video Guide stellte fest, dass der „Titel die Geschichte erzählt“ und es sich um eine „gute Besetzung“ und einen „heiteren Film“ handele.
Halliwell‘s Film Guide fand, der Film sei eine „unaufregende Dramödie, die sich vage an Lebenskünstler orientiere.“